# Алангиум
Алангиум (лат. Alangium, от малаял. alangi — местное название алангиума шалфеелистного) — род деревянистых растений семейства Кизиловые (Cornaceae). По альтернативной точке зрения, род образует монотипное семейство Алангиевые [Alangiaceae DC. (1828), nom. cons.].

## Ботаническое описание
Деревья или кустарники. Листья простые, очередные, без прилистников; либо пальчатолопастные, либо цельные, яйцевидные, эллиптические или продолговато-эллиптические.
Цветки правильные, собраны в цимозные соцветия в пазухах листьев. Лепестки белые, кремовые или желтоватые, линейные или ремневидные. Завязь нижняя, двугнёздная или одногнёздная. Плод — красная, жёлтая, синяя, тёмно-фиолетовая или почти чёрная костянка.

## Виды
Род включает 57 видов:
- Alangium alpinum (C.B.Clarke) W.W.Sm. & Cave
- Alangium amplum W.J.de Wilde & Duyfjes
- Alangium barbatum (R.Br. ex C.B.Clarke) Baill. ex Kuntze
- Alangium borneense Merr.
- Alangium brassii W.J.de Wilde & Duyfjes
- Alangium chinense (Lour.) Harms — Алангиум китайский
- Alangium circulare B.C.Stone & Kochummen
- Alangium confertiflorum Y.H.Tan & H.B.Ding
- Alangium denudatum (Bloemb.) W.J.de Wilde & Duyfjes
- Alangium ebenaceum (C.B.Clarke) Harms
- Alangium faberi Oliv.
- Alangium ferrugineum C.T.White
- Alangium frutescens Zoll. & Moritzi
- Alangium glabrum W.J.de Wilde & Duyfjes
- Alangium glandulosum Thwaites
- Alangium gracile W.J.de Wilde & Duyfjes
- Alangium grisolleoides Capuron — Алангиум гризолеевидный
- Alangium guadalcanalense W.J.de Wilde & Duyfjes
- Alangium havilandii Bloemb.
- Alangium hexapetalum Lam.
- Alangium hollrungii (K.Schum.) Melch. & Mansf.
- Alangium indochinense W.J.de Wilde & Duyfjes
- Alangium javanicum (Blume) Wangerin
- Alangium kayuniga K.M.Wong
- Alangium kurzii Craib
- Alangium kwangsiense Melch.
- Alangium ledermannii W.J.de Wilde & Duyfjes
- Alangium longiflorum Merr.
- Alangium maliliense Bloemb.
- Alangium melliferum W.J.de Wilde & Duyfjes
- Alangium meyeri Merr.
- Alangium mezianum Wangerin
- Alangium minahassicum (Bloemb.) W.J.de Wilde & Duyfjes
- Alangium nobile (C.B.Clarke) Harms — Алангиум благородный
- Alangium oblongum Craib
- Alangium pallens W.J.de Wilde & Duyfjes
- Alangium pilosum Merr.
- Alangium platanifolium (Siebold & Zucc.) Harms — Алангиум платанолистный
- Alangium plumbeum W.J.de Wilde & Duyfjes
- Alangium polyosmoides (F.Muell.) W.J.de Wilde & Duyfjes
- Alangium premnifolium Ohwi
- Alangium qingchuanense M.Y.He
- Alangium ridleyi King — Алангиум Ридля
- Alangium rotundifolium (Hassk.) Bloemb.
- Alangium salviifolium (L.f.) Wangerin — Алангиум шалфеелистный
- Alangium scandens Bloemb.
- Alangium sempervirens W.J.de Wilde & Duyfjes
- Alangium solomonense (Bloemb.) W.J.de Wilde & Duyfjes
- Alangium strigosum W.J.de Wilde & Duyfjes
- Alangium subcordatum W.J.de Wilde & Duyfjes
- Alangium tonkinense Gagnep.
- Alangium uniloculare (Griff.) King
- Alangium velutinum W.J.de Wilde & Duyfjes
- Alangium villosum (Blume) Wangerin
- Alangium vitiense (A.Gray) Baill. ex Harms
- Alangium warburgianum Wangerin
- Alangium yunnanense C.Y.Wu ex W.P.Fang